# Subergorgia nuttingi
Subergorgia nuttingi is een zachte koraalsoort uit de familie Subergorgiidae. De koraalsoort komt uit het geslacht Subergorgia. Subergorgia nuttingi werd in 1937 voor het eerst wetenschappelijk beschreven door Stiasny. 